# جامعة الملكة مارغريت
جامعة الملكة مارغريت (بالإنجليزية: Queen Margaret University)‏ هي جامعة تأسست عام 1875 تقع في إدنبرة، إسكتلندا. سميت على اسم الملكة الإسكتلندية سانت مارغريت.